# Han blev flyver
Han blev flyver er en dansk dokumentarfilm fra 1950 instrueret af Helge Robbert.

## Handling
Filmen fortæller om en ung mand, der får menneskets årtusinder gamle drøm om at flyve opfyldt, idet han melder sig til flyvertropperne. Man følger hans færd fra det første møde med den lille træningsmaskine til hans arbejde på den elementære flyveskole. Efter 3-4 måneder bliver den unge mand flyverkadetaspirant. Man ser øvelserne med træningsmaskinerne og oplever hans første færd alene i luften.